# Daniel Ek
Daniel Ek (Estocolmo, 21 de fevereiro de 1983) é um empreendedor sueco do ramo de tecnologia, co-fundador do serviço de streaming de música Spotify.

## Biografia
Daniel Ek cresceu em Ragsved, próximo a Estocolmo. Aos 14 anos começou a desenvolver websites para negócios locais, e em seguida construiu seus próprios servidores, oferecendo serviços de hospedagem na internet.
Após abandonar a faculdade, fundou a empresa de anúncios online Advertigo, a qual vendeu em 2006 para a empresa sueca Tradedoubler.
Ocupou também posições de diretoria nas companhias Jajja Communications, Stardoll e µTorrent antes de fundar o Spotify juntou com Martin Lorentzon (cofundador da Tradedoubler).
Em 2019, sua fortuna foi avaliada em 1,9 bilhões de dólares.